# Abanycha sericipennis
Abanycha sericipennis là một loài bọ cánh cứng trong họ Cerambycidae. Loài này được Henry Walter Bates mô tả lần đầu năm 1885. Loài này được tìm thấy ở Costa Rica và Panama.